# Чудесное путешествие принца Фан-Фередена в страну Романсию
Чудесное путешествие принца Фан-Фередена в страну Романсию (фр. Voyage merveilleux du prince Fan-Férédin dans la Romancie) — книга Гийома-Иасента Бужана, пародия на прециозный роман, вышедшая в 1735 году.
В посвящении автор рекомендует себя человеком, не выносящим романов; своим повествованием он хочет вызвать у их любителей отвращение к ним.

## Содержание
Мать принца Фан-Фередена, не любившая романов, случайно прочла в одном трактате, что именно они должны формировать ум и сердце молодых людей. И вот она заставляет сына читать их, чтобы внушить ему смолоду любовь к добродетели и чести, ненависть к пороку, чтобы научить его преодолевать страсти, привить вкус к великому, правдивому, истинному. Поскольку принц рожден с хорошими наклонностями, он скоро ощутил благотворные плоды этого прекрасного воспитания. Как непохоже было то, о чем он читал в романах, на то, что он видел в жизни! Его сердце и ум, волнуемые прекрасными чувствами и возвышенными мыслями, не могли принять вульгарной и грубой, вызывающей отвращение реальности.
Огорченный тем, что он рожден в стране, где неведомы возвышенные чувства и героические добродетели, принц отправляется на поиски славных подвигов. После многих приключений он попадает в чудесную страну романов — Романсию. В этом удивительном мире, красоту которого он должен преуменьшать из опасения, что никто не поверит в правдивость его отчёта, все отличается необычайными свойствами. Климат там удивительно благодатный, воздух — чрезвычайно здоровый, там не надо заботиться о пище. Нет никого галантнее и милее, чем пастушки́ и пасту́шки страны Романсии. Их добродетели — откровенность и невинная простота, им совершенно неведомы скрытность, коварство, неверность, ревность. Они живут, как в золотом веке. Влюбленные и не помышляют о браке, главное для них — невинные знаки взаимного благоволения. Население Романсии — это здоровые, сильные и прекрасные молодые люди, там нет ни детей, ни стариков. Все жители — изысканны и совершенны, они чувствительны, деликатны, их главная страсть — любовь. Говорят они исключительно перифразами, так что принц даже не всегда их понимал, но возможности их языка ограничены, и обучиться ему нетрудно. Принц узнает там о тридцати шести формальностях, которые предшествуют браку, и об испытаниях, которым подвергают влюбленных.
Романсия, куда попадает принц, — это так называемая Высокая Романсия. Но есть и другая Романсия, Романсия Низкая. И если первая отличается всякими чудесами, то вторая не представляет собою ничего особенного. Её население пало очень низко, там нет возвышенных героев. Там живут люди низкого звания — слуги, авантюристы, мещане, женщины средней добродетели. Высокая Романсия почти совсем опустела, а Низкая — все больше и больше заселяется.

## Издания
Книга несколько раз переиздавалась в XVIII веке. Научное издание вышло в 1992, переиздано в 1997.